# Ольшанський цементний завод
Ольшанський цементний завод — промислове підприємство у Миколаївському районі Миколаївської області України.

## Історія
Будівництво першої технологічної лінії Ольшанського цементного заводу почалося у травні 1962 року. 31 травня 1968 року лінія була здана у експлуатацію, а 29 грудня 1968 року почала діяти друга лінія.
Підприємство працювало на місцевій сировині, джерелом якої було Григорівське родовище вапняку.
У 1970-ті — 1980-ті роки цементний завод входив до числа провідних підприємств Ольшанського.
У жовтні 1987 року Рада міністрів Української РСР затвердила постанову про розвиток підприємств цементної промисловості, відповідно до якої у 1988—1993 рр. передбачалося проведення реконструкції Ольшанського цементного заводу з розширенням цементного цеху, встановленням нового обладнання та здійсненням природоохоронних заходів, але заплановані до виконання заходи завершені не були.
11 жовтня 1989 року Ольшанський цементний завод ім. XXV з'їзду КПРС увійшов до складу державного концерну з виробництва цементу.
1 вересня 1990 року Рада міністрів УРСР ухвалила рішення про створення Українського державного концерну з виробництва цементу та азбестоцементних матеріалів «Укрцемент», до складу якого був включений Ольшанський цементний завод.
Після проголошення незалежності України Ольшанський цементний завод з проектною потужністю більш ніж 1,25 млн тонн цементу на рік став найбільшим підприємством промисловості будівельних матеріалів на півдні України.
У 1994 році державний завод був перетворений у відкрите акціонерне товариство «Південьцемент».
У 2000 році контрольний пакет акцій ВАТ «Південьцемент» перейшов у власність компанії «Dyckerhoff Ukraine» (дочірньої компанії німецької корпорації «Dyckerhoff AG», яка спеціалізується на виробництві цементу та будівельних матеріалів на його основі).
2006 рік завод завершив з чистим прибутком 14,261 млн гривень.
У 2007 році завод виробляв цемент марок ПЦ-II/А-Ш-400, ПЦ-II/Б-Ш-400 та ШПЦ-III/А-400.
Фінансово-економічна криза 2008—2009 років, скорочення попиту на цемент у зв'язку зі скороченням будівництва та зростання цін на енергоносії ускладнили становище заводу, з метою зниження витрат на початку 2009 року власники підприємства ухвалили рішення про переведення печей з природного газу на вугілля. У результаті, у 2009 році обсяги виробництва цементу заводом істотно скоротилися.
У 2014 році завод виробив 741,6 тис. тонн цементу (на 2,9 % менше, ніж у 2013 році).
У першому півріччі 2015 року «Dyckerhoff AG» володіла 99,1447 % акцій, але 2 червня 2015 року ухвалила рішення про викуп акцій у міноритарних акціонерів з метою консолідації пакету акцій підприємства.

## Сучасний стан
Завод здійснює видобуток, первинну переробку сировини (яка проводиться у стрижневих млинах МСЦ-4 продуктивністю 350 тонн/год) та виробляє цемент (використовуються сировинні млини продуктивністю 135 тонн/год, обертові печі продуктивністю 70 тонн/год та цементні млини продуктивністю 50 тонн/год).